# Tye Harvey
Tye Harvey (* 25. September 1974) ist ein ehemaliger US-amerikanischer Leichtathlet, der sich auf den Stabhochsprung spezialisiert hat. Mit dem Vizeweltmeistertitel 2001 in Lissabon feierte er seinen größten sportlichen Erfolg. Seine Ehefrau Amy Acuff war für die Vereinigten Staaten als Hochspringerin aktiv.

## Sportliche Laufbahn
Tye Harvey startete 2001 bei den Hallenweltmeisterschaften in Lissabon und gewann dort mit übersprungenen 5,90 m die Silbermedaille hinter seinem Landsmann Lawrence Johnson. Es blieb seine einzige Meisterschaftsteilnahme, ehe er seine aktive Karriere 2008 im Alter von 34 Jahren beendete.